# انسولین آسپارت
انسولین آسپارت(به انگلیسی: Insulin aspart) که با نام تجاری Novolog و دیگر نام‌ها فروخته می‌شود، نوعی انسولین تولیدی است که برای درمان دیابت نوع ۱ و ۲ استفاده می‌شود. به‌طور معمول این دارو قبل از صرف غذا مصرف می‌شود. به‌طور کلی به صورت تزریق زیر جلدی استفاده می‌شود اما ممکن است با تزریق وریدی نیز مورد استفاده قرار گیرد. حداکثر اثر این دارو بعد از حدود ۱ الی ۳ ساعت پس از مصرف اتفاق می‌افتد و ۳ الی ۵ ساعت ادامه دارد. به‌طور کلی انسولین با اثر طولانی‌تر مانند NPH نیز مورد نیاز است.
عوارض جانبی رایج شامل افت قند خون، واکنش‌های آلرژیک، خارش و درد در محل تزریق است. سایر عوارض جانبی جدی ممکن است شامل هیپوکالمی باشد. استفاده در دوران بارداری و شیردهی به‌طور کلی بی خطر است. این دارو همان انسولین انسانی عمل می‌کند به این صورت که موجب افزایش مقدار گلوکز موجود در بافت‌ها و کاهش مقدار گلوکز ساخته شده توسط کبد می‌شود. این ماده یک شکل تولید شده از انسولین انسانی است که در آن یک آمینو اسید منفرد تغییر یافته‌است، به‌طور خاص یک پرولین با یک اسید آسپارتیک در موقعیت B28.
انسولین آسپارت در سال ۲۰۰۰ برای استفاده پزشکی در ایالات متحده تأیید شد. در سال ۲۰۱۸، این دارو با بیش از ۱۲ میلیون نسخه، ۶۵ امین داروی پرتجویز در ایالات متحده بود. تولید این نوع انسولین با استفاده از مخمرهایی است که ژن انسولین آسپارت را در ژنوم خود قرار داده‌اند. سپس این مخمر انسولین را تولید کرده و از بیورآکتور برداشت می‌شود.

## خواص شیمیایی
اجزای انسولین آسپارت به شرح زیر است:
- یون فلز – روی (۱۹٫۶ میکروگرم در میلی لیتر)
- بافر – دی‌سدیم هیدروژن فسفات ۲ آبه (۱٫۲۵ میلی‌گرم در میلی لیتر)
- مواد نگهدارنده - ۳-متیل‌فنول (متا-کرزول) (۱٫۷۲ میلی‌گرم در میلی لیتر) و فنول (۱٫۵۰ میلی‌گرم در میلی لیتر)
- عوامل ایزوتونیک - گلیسیرین (۱۶ میلی‌گرم در میلی لیتر) و سدیم کلرید (۵۸/۰) میلی‌گرم در میلی لیتر).

pH انسولین آسپارت در بازه ۷٫۲-۷٫۶ است.